# Saint-Martin-aux-Bois
Pour les articles homonymes, voir Saint-Martin.
Saint-Martin-aux-Bois est une commune française située dans le département de l'Oise en région Hauts-de-France.

## Géographie

### Description

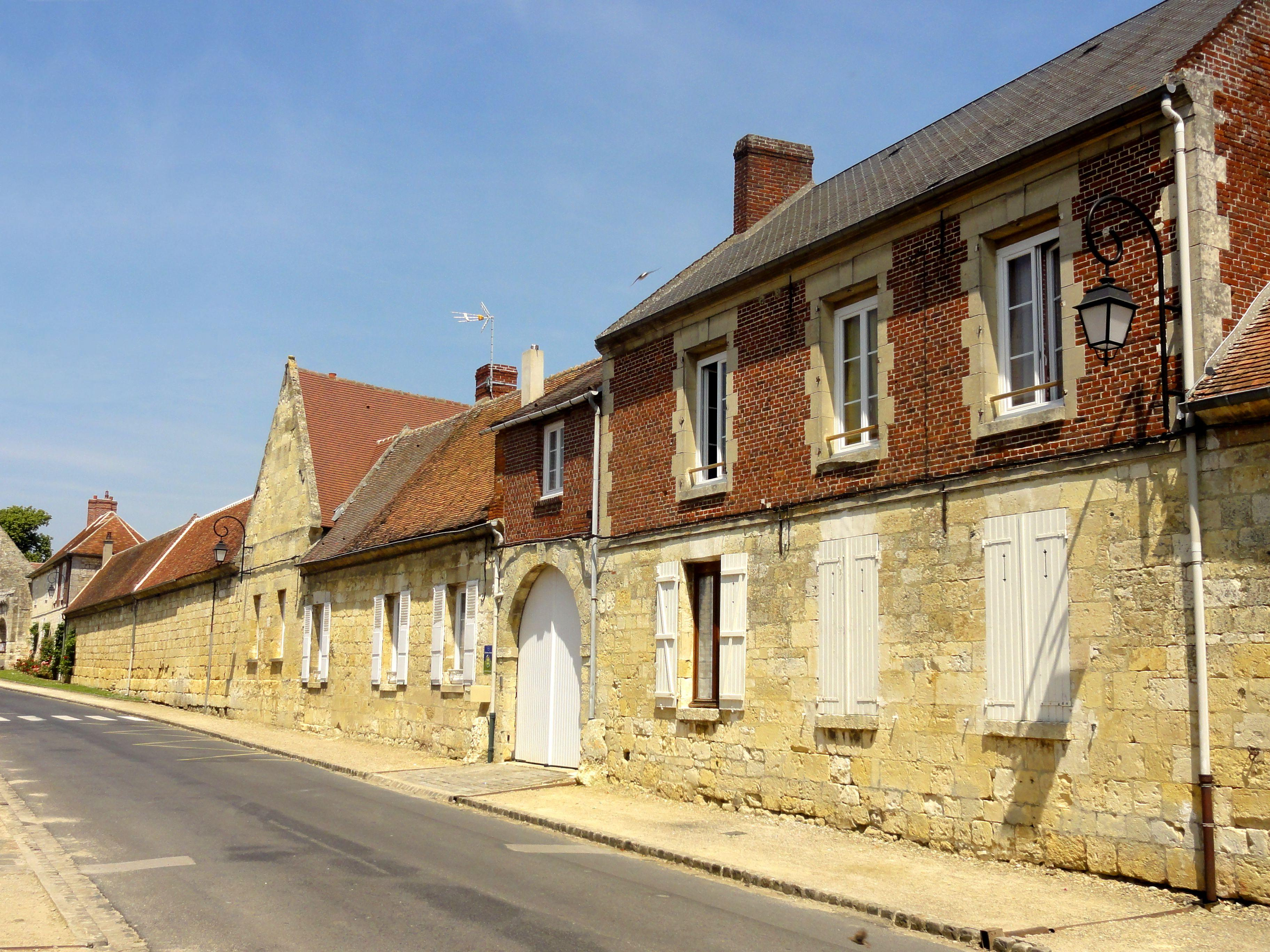
Paysage du village : la rue de l'Abbaye.

Saint Martin aux Bois est un petit  village rural du Plateau Picard, situé à 5 km de Maignelay-Montigny, à 15 km de Saint-Just-en-Chaussée et à 25 km de Compiègne.
Il est aisément accessible depuis l'autoroute A1.

### Communes limitrophes
| Maignelay-Montigny | Coivrel               | Montgerain  |
| Ravenel            | Saint-Martin-aux-Bois | Ménévillers |
| Léglantiers        | Montiers              |             |

### Hydrographie
La commune est située dans le bassin Seine-Normandie. Elle n'est drainée par aucun cours d'eau,.

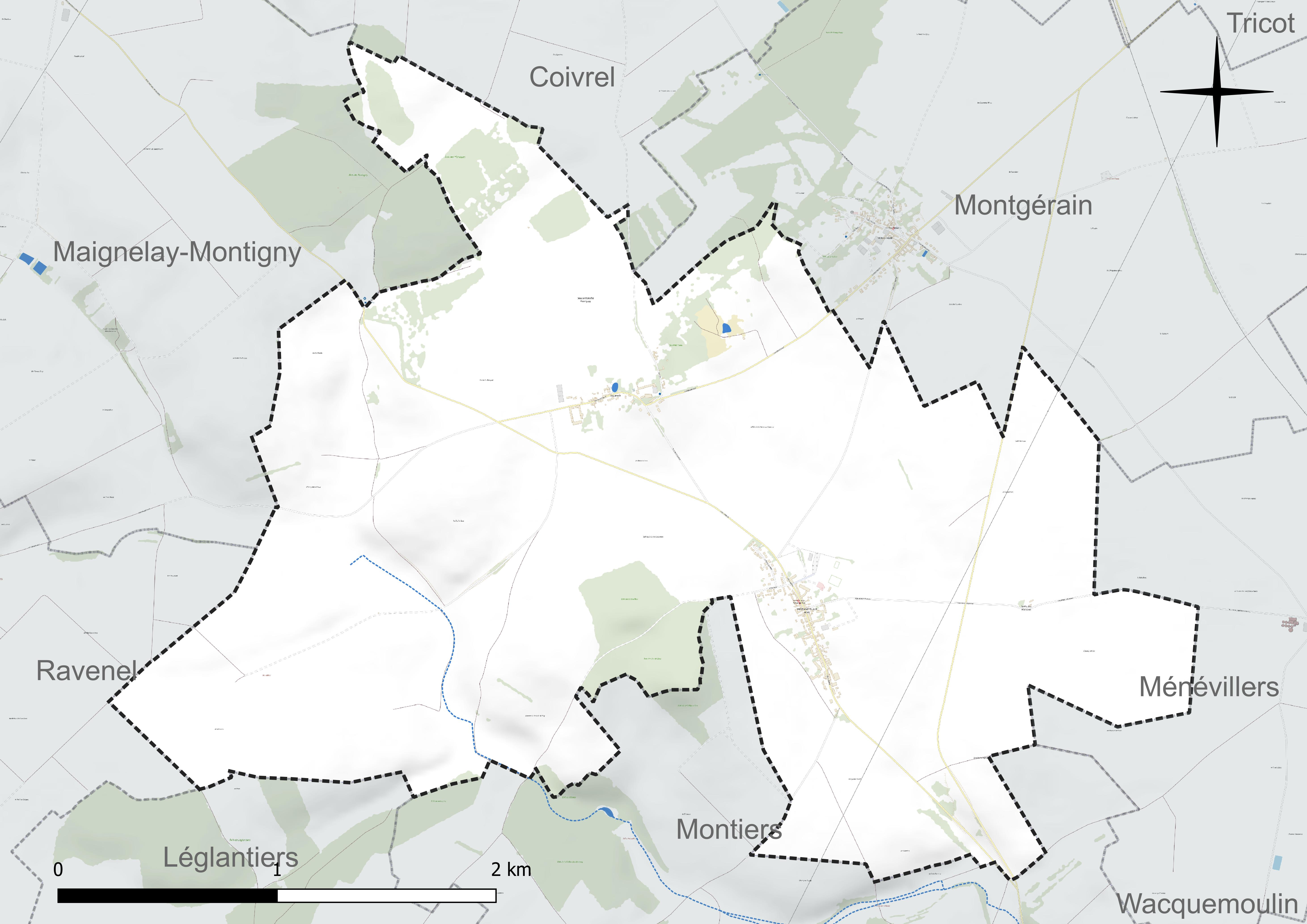
Réseau hydrographique de Saint-Martin-aux-Bois.

### Climat
Pour des articles plus généraux, voir Climat des Hauts-de-France et Climat de l'Oise.
En 2010, le climat de la commune est de type climat océanique dégradé des plaines du Centre et du Nord, selon une étude du CNRS s'appuyant sur une série de données couvrant la période 1971-2000. En 2020, Météo-France publie une typologie des climats de la France métropolitaine dans laquelle la commune est exposée à un climat océanique et est dans la région climatique  Nord-est du bassin Parisien, caractérisée par un ensoleillement médiocre, une pluviométrie moyenne régulièrement répartie au cours de l'année et un hiver froid (3 °C). 
Pour la période 1971-2000, la température annuelle moyenne est de 10,5 °C, avec une amplitude thermique annuelle de 14,6 °C. Le cumul annuel moyen de précipitations est de 669 mm, avec 11 jours de précipitations en janvier et 8,2 jours en juillet. Pour la période 1991-2020, la température moyenne annuelle observée sur la station météorologique la plus proche, située sur la commune de Godenvillers à 8 km à vol d'oiseau, est de 11,1 °C et le cumul annuel moyen de précipitations est de 701,9 mm,. Pour l'avenir, les paramètres climatiques de la commune estimés pour 2050 selon différents scénarios d'émission de gaz à effet de serre sont consultables sur un site dédié publié par Météo-France en novembre 2022.

## Urbanisme

### Typologie
Au 1er janvier 2024, Saint-Martin-aux-Bois est catégorisée commune rurale à habitat dispersé, selon la nouvelle grille communale de densité à sept niveaux définie par l'Insee en 2022.
Elle est située hors unité urbaine et hors attraction des villes,.

### Occupation des sols
L'occupation des sols de la commune, telle qu'elle ressort de la base de données européenne d'occupation biophysique des sols Corine Land Cover (CLC), est marquée par l'importance des territoires agricoles (91 % en 2018), une proportion identique à celle de 1990 (91 %). La répartition détaillée en 2018 est la suivante : 
terres arables (86 %), forêts (6,3 %), zones agricoles hétérogènes (5 %), zones urbanisées (2,7 %). L'évolution de l'occupation des sols de la commune et de ses infrastructures peut être observée sur les différentes représentations cartographiques du territoire : la carte de Cassini (XVIIIe siècle), la carte d'état-major (1820-1866) et les cartes ou photos aériennes de l'IGN pour la période actuelle (1950 à aujourd'hui).

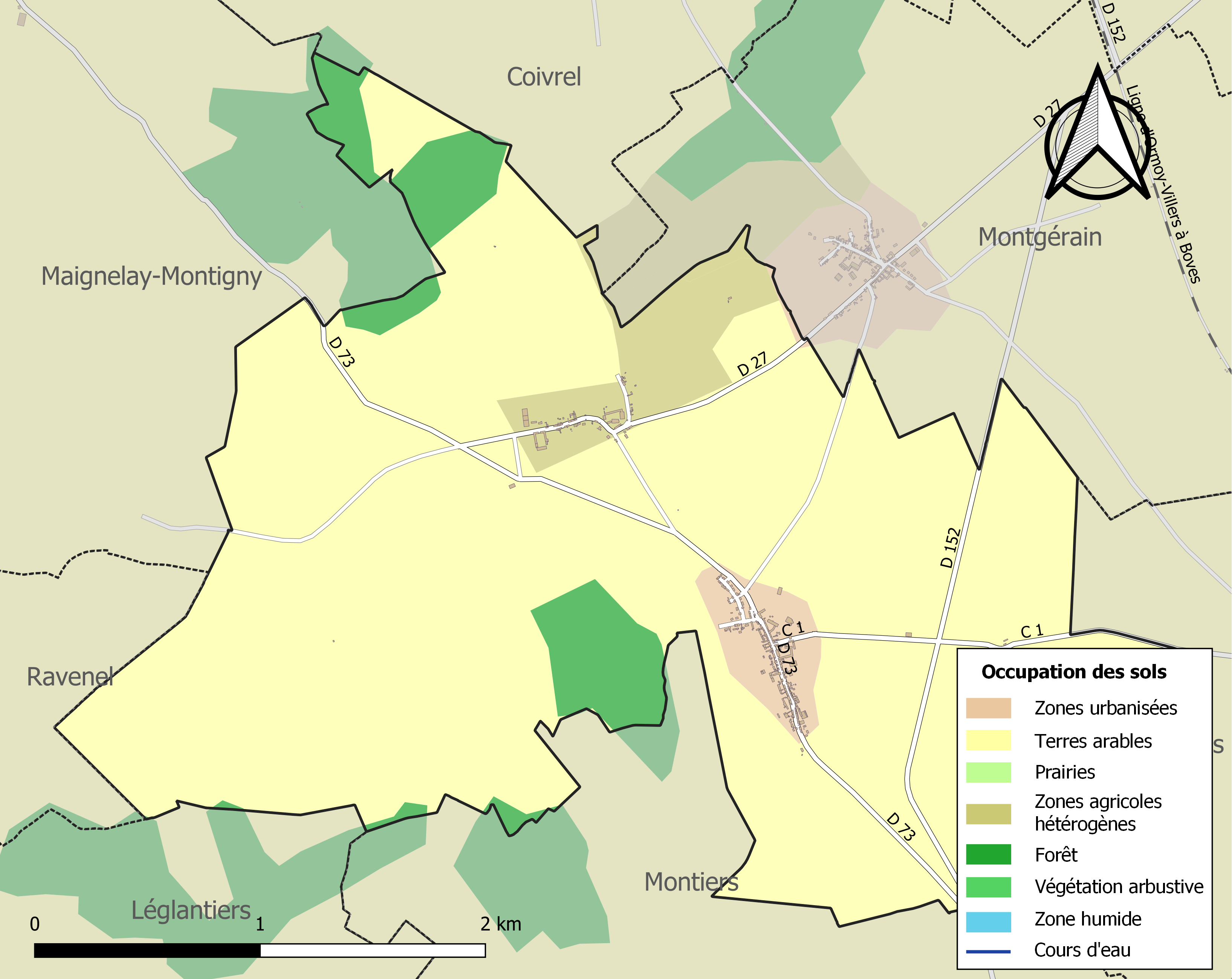
Carte des infrastructures et de l'occupation des sols de la commune en 2018 (CLC).

### Voies de communication et transports
La commune est desservie, en 2023, par les lignes 6304, 6309, 6328 et 6342 du réseau interurbain de l'Oise.

## Toponymie
Le nom de la localité est attesté sous les formes eccl. beati Martini de Ruricurte (1146) ; abbatia S. Martini de Ruricurte (1150) ; Sancti Martini de Ruricurthe (1173) ; Sancti Martini de Ruricurte (1180) ; beati Martini de Ruricurte (1185) ; sigillum sancti Martini de Lauricuria (1190) ; Si martini de rericore (1190) ; Sanctus Martinus in nemore (1242) ; abbatia divi Martini in nemore (1242) ; Saint Martin ou bos (1255) ; Saint Martin de Relincourt (1255) ; Sanctus Martinus de Relicuria (1265) ; S. Martin au bos (1267) ; « couvent de saint martin de ruricourt en le dyocese de biauvais » (1277) ; Sanctus Martinus in bosco (1277) ; Saint Martin de Relicourt (vers 1297) ; Saint Martin de Ruricourt (1299) ; « abbatia Si Martini in bosco vel Ruricurtis » (XIIIe) ; Saint Martin ou boz (1373) ; Saint Martin du boz (1373) ; S. Martin de Reullancourt (1374) ; Sainct Martin de Ruricourt dit ou Bos (1491) ; Beati Martini de Ruricurte alias in bosco (1522) ; Saint Martin aux bois (1667) ; Saint Martin aux Bois de Ruricourt (XVIIe) ; Martin aux Bois (1794).

Ruricourt, Ruvicourt, Rurecourt est un ancien hameau, un lieu détruit, attesté sous les formes Ruricurtis (1102) ; de Ruricurte (1150) ; ecclesia de ruricort (1152) ; Ruricurt (1167) ; Ruricuria (1170) ; Ruricort (1190) ; Ivo prepositus de Ruricurte (1190) ; de Relicuria (1265) ; de Relicourt (vers 1297) ; de Ruricourt (XIIIe) ; Ruellicourt (1470).

Saint-Martin est un hagiotoponyme qui fait référence à Martin de Tours ou à Martin de Corbie.
Le déterminant -aux-Bois est dû aux grands bois situés entre l'abbaye et Saint-Just-en-Chaussée, dont le déboisement est postérieur au XIIe siècle.

## Histoire
À la fin du XIe siècle, une communauté de chanoines réguliers de saint Augustin est venue fonder l'abbaye Saint-Martin de Ruricourt, dite "aux Bois" (Sancti Martini de Ruricorte alias in Bosco). Entre 1245 et 1260, l'église abbatiale est construite. Elle était au  XIIIe siècle une des plus riches d'Île-de-France, mais a été ruinée par la guerre de Cent Ans.
En 1445, un incendie allumé par les Anglais détruit une partie des bâtiments monastiques.
Henri IV aurait défini l'abbatiale comme “la plus belle lanterne de son royaume”[réf. nécessaire], bien qu'elle n'ait jamais été achevée. La façade n'est ainsi qu'un mur de soutènement provisoire.
En 1644, les chanoines de Saint-Augustin sont remplacés par les génovéfains, puis l'abbaye est cédée en 1675 au collège de Clermont à Paris. L'année 1677 marque l'extinction du titre d'abbé de Saint-Martin, puis, lors de la Révolution française, en 1793, les bâtiments abbatiaux sont vendus  comme biens nationaux et démolis.
Le déboisement opéré pour permettre la construction des bâtiments abbatiaux et de ses dépendances fait que la commune porte mal son nom et 80 % de la surface boisée a disparu au fil des ans.
Première Guerre mondiale
Le 21 novembre 1916, le général Anthoine fit à Saint-Martin-aux-Bois une revue du 10e corps d'armée, qu'il commandait,,.
Une partie des œuvres d'art de l'abbaye a été évacuée en mai 1918 par l'armée française afin de les préserver,,,,,,

## Politique et administration

### Rattachements administratifs et électoraux
La commune se trouve depuis 1942 dans l'arrondissement de Clermont du département de l'Oise. Pour l'élection des députés, elle fait partie depuis 1988 de la première circonscription de l'Oise.
Elle faisait partie depuis 1801 du canton de Maignelay-Montigny. Dans le cadre du redécoupage cantonal de 2014 en France, la commune est désormais intégrée au canton d'Estrées-Saint-Denis..

### Intercommunalité
Saint-Martin-aux-Boix est membre de la communauté de communes du Plateau Picard, un établissement public de coopération intercommunale (EPCI) à fiscalité propre créé fin 1999 et auquel la commune a transféré un certain nombre de ses compétences, dans les conditions déterminées par le code général des collectivités territoriales.

### Liste des maires
| Période                                  | Période                     | Identité      | Étiquette | Qualité                                                                |
| ---------------------------------------- | --------------------------- | ------------- | --------- | ---------------------------------------------------------------------- |
| Les données manquantes sont à compléter. |                             |               |           |                                                                        |
|                                          | mars 1977                   | Henri Leblond |           |                                                                        |
| mars 1977                                | 1994                        | Pierre Guyard |           | Directeur général adjoint des services du conseil régional de Picardie |
| juin 1995                                | mars 2001                   | Didier Warmé  |           |                                                                        |
| mars 2001                                | mars 2014                   | Bernard Thiou | SOC       | Instituteur et journaliste                                             |
| mars 2014                                | En cours (au 14 avril 2021) | Alain Lebrun  |           | Cheminot Réélu pour le mandat 2020-0026.                               |

## Population et société

### Démographie

#### Évolution démographique
L'évolution du nombre d'habitants est connue à travers les recensements de la population effectués dans la commune depuis 1793. Pour les communes de moins de 10 000 habitants, une enquête de recensement portant sur toute la population est réalisée tous les cinq ans, les populations de référence des années intermédiaires étant quant à elles estimées par interpolation ou extrapolation. Pour la commune, le premier recensement exhaustif entrant dans le cadre du nouveau dispositif a été réalisé en 2007.

En 2022, la commune comptait 270 habitants, en évolution de −6,25 % par rapport à 2016 (Oise : +0,87 %, France hors Mayotte : +2,11 %).
| 1793 | 1800 | 1806 | 1821 | 1831 | 1836 | 1841 | 1846 | 1851 |
| ---- | ---- | ---- | ---- | ---- | ---- | ---- | ---- | ---- |
| 358  | 348  | 371  | 393  | 404  | 411  | 405  | 396  | 412  |

| 1856 | 1861 | 1866 | 1872 | 1876 | 1881 | 1886 | 1891 | 1896 |
| ---- | ---- | ---- | ---- | ---- | ---- | ---- | ---- | ---- |
| 390  | 378  | 370  | 364  | 388  | 357  | 336  | 344  | 349  |

| 1901 | 1906 | 1911 | 1921 | 1926 | 1931 | 1936 | 1946 | 1954 |
| ---- | ---- | ---- | ---- | ---- | ---- | ---- | ---- | ---- |
| 333  | 321  | 323  | 261  | 252  | 263  | 259  | 274  | 266  |

| 1962 | 1968 | 1975 | 1982 | 1990 | 1999 | 2006 | 2007 | 2012 |
| ---- | ---- | ---- | ---- | ---- | ---- | ---- | ---- | ---- |
| 251  | 218  | 225  | 220  | 245  | 282  | 293  | 294  | 294  |

| 2017 | 2022 | - | - | - | - | - | - | - |
| ---- | ---- | - | - | - | - | - | - | - |
| 287  | 270  | - | - | - | - | - | - | - |

#### Pyramide des âges
La population de la commune est relativement jeune.
En 2018, le taux de personnes d'un âge inférieur à 30 ans s'élève à 37,7 %, soit au-dessus de la moyenne départementale (37,3 %). À l'inverse, le taux de personnes d'âge supérieur à 60 ans est de 20,1 % la même année, alors qu'il est de 22,8 % au niveau départemental.
En 2018, la commune comptait 145 hommes pour 140 femmes, soit un taux de 50,88 % d'hommes, légèrement supérieur au taux départemental (48,89 %).
Les pyramides des âges de la commune et du département s'établissent comme suit.
| Hommes | Classe d’âge | Femmes |
| ------ | ------------ | ------ |
| 0,0    | 90 ou +      | 0,7    |
| 4,1    | 75-89 ans    | 5,0    |
| 13,2   | 60-74 ans    | 17,2   |
| 25,5   | 45-59 ans    | 23,5   |
| 18,4   | 30-44 ans    | 16,9   |
| 22,5   | 15-29 ans    | 17,0   |
| 16,2   | 0-14 ans     | 19,6   |

| Hommes | Classe d’âge | Femmes |
| ------ | ------------ | ------ |
| 0,5    | 90 ou +      | 1,4    |
| 5,5    | 75-89 ans    | 7,6    |
| 15,6   | 60-74 ans    | 16,3   |
| 20,8   | 45-59 ans    | 20     |
| 19,4   | 30-44 ans    | 19,4   |
| 17,6   | 15-29 ans    | 16,2   |
| 20,6   | 0-14 ans     | 19,1   |

### Enseignement

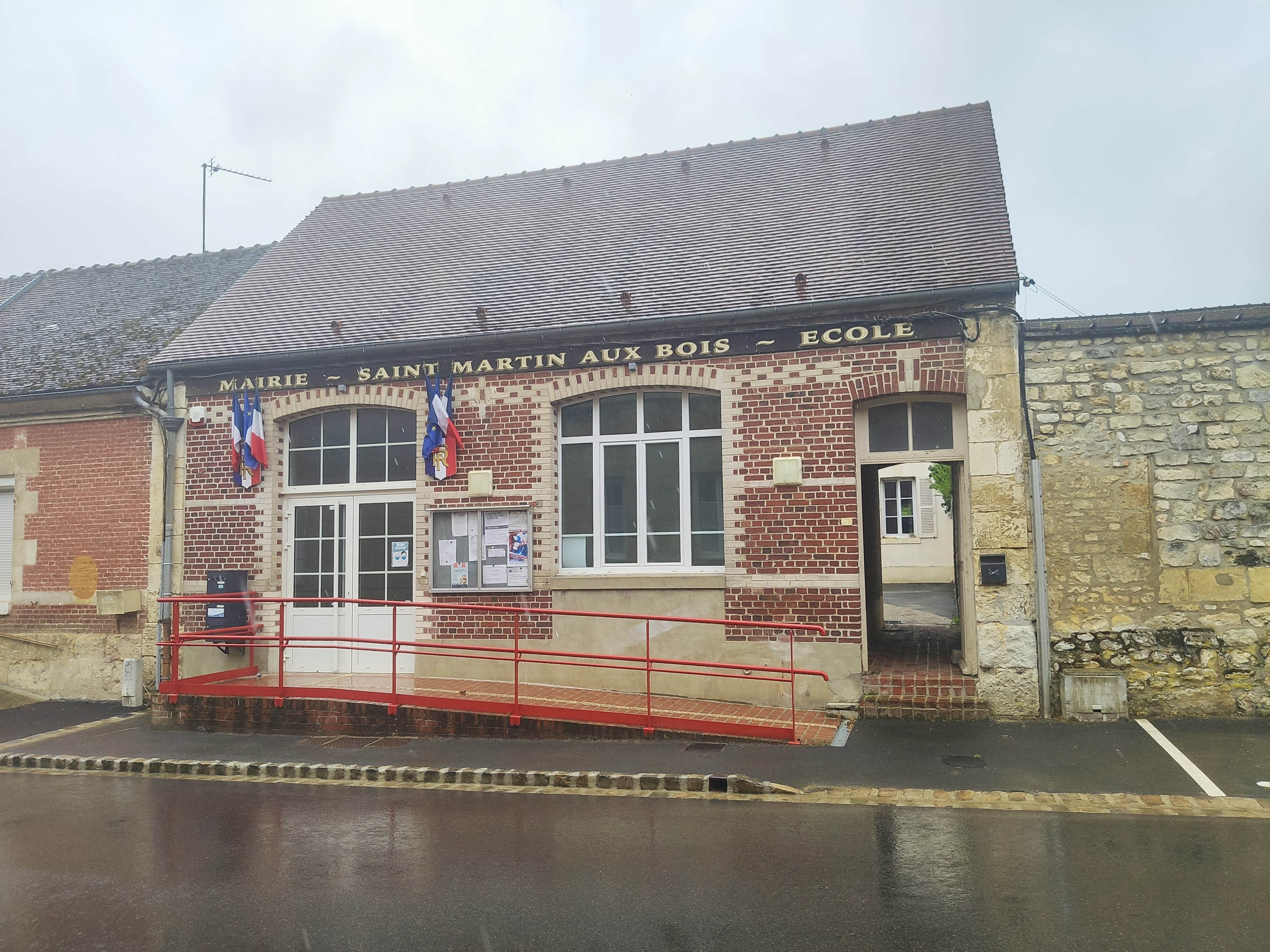
L'école.

### Manifestations culturelles et festivités
Les premières fêtes médiévales de l'abbaye ont eu lieu les 21 et 22 septembre 2019, et les secondes le samedi 11 et dimanche 12 septembre 2021, avec une dizaine de troupes et un tournoi d'archerie

## Économie
En 2016, le seul commerce de la commune est le Restaurant de l'abbaye, bistrot centenaire de Saint-Martin-aux-Bois, labellisé bistrot de pays et recommandé par le Guide du routard, le Club des bons vivants et l'association le Porc d'antan.

## Culture locale et patrimoine

### Lieux et monuments

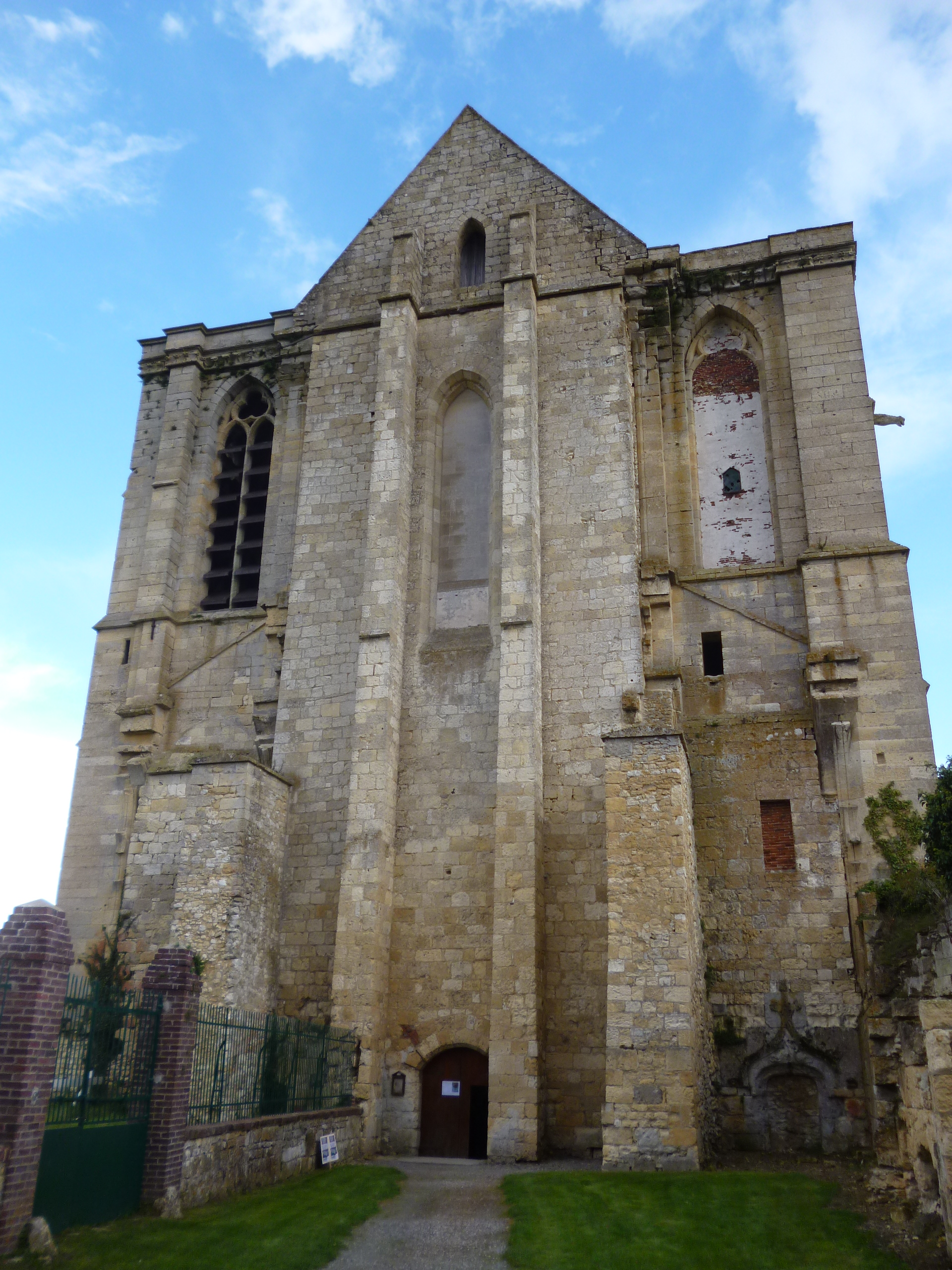
L'imposante façade de l'église abbatiale.

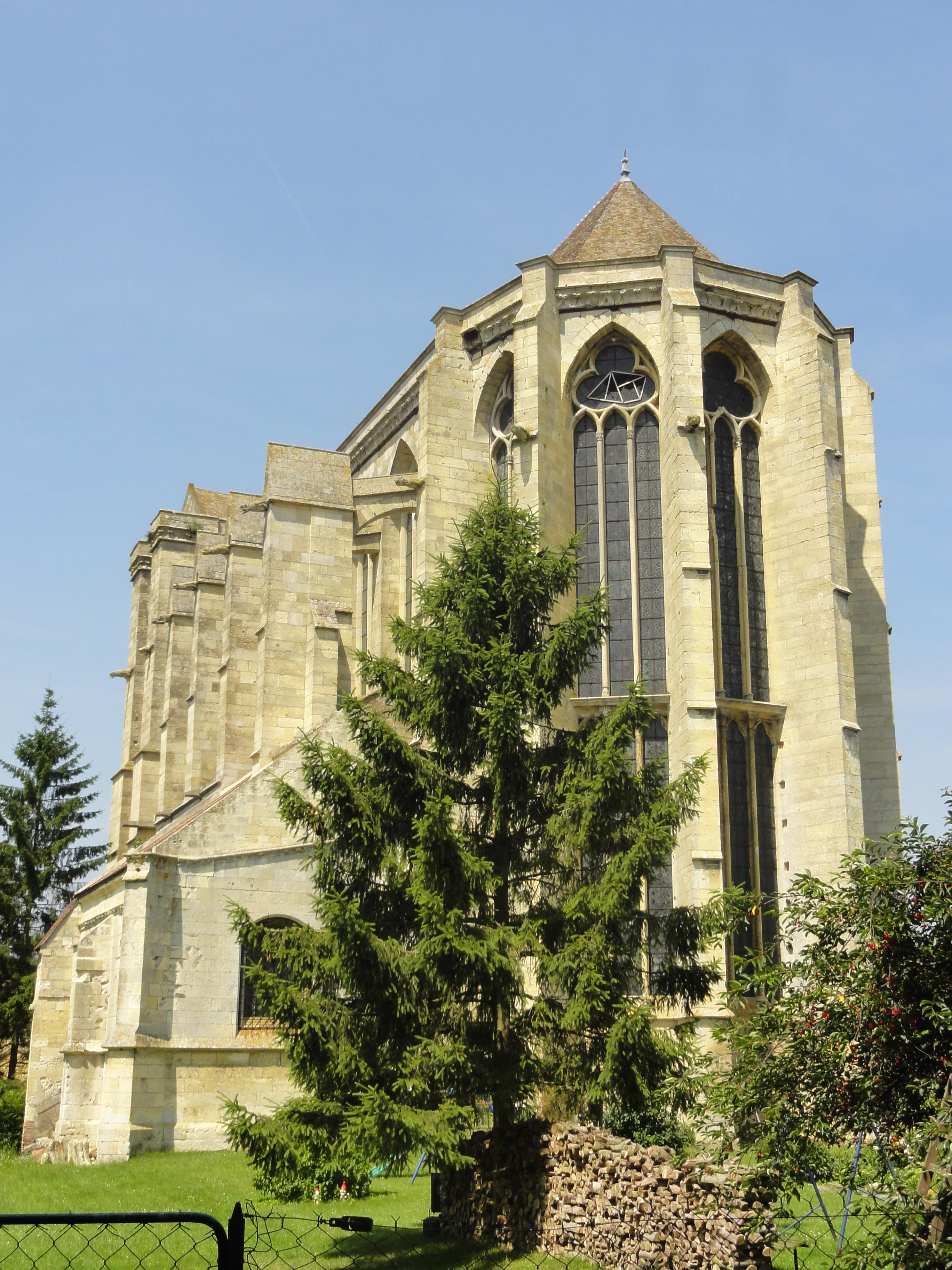
L'aérien chevet de l'église abbatiale.

Saint-Martin compte un monument historique sur son territoire, la très imposante abbaye de Saint-Martin-aux-Bois, considérée comme un chef-d'œuvre de l'art gothique, et qui est longue de  31 mètres, large de 18,45 mètres et haute de 27 m sous les voûtes, (dont l'église est classée monument historique par la liste de 1840, le mur d'enceinte, la ferme et le colombier sont classés en 1984 et la porte fortifiée ainsi que les vestiges du cloître sont inscrits en 1984) : l'église abbatiale du XIIIe siècle faisait partie d'une abbaye fondée au XIe siècle.
Le chœur, à cinq travées terminées par un chevet à sept pans, est fait d'une immense verrière en grisaille de 20 m de hauteur, qui serait une réplique de celles de la Sainte-Chapelle de Paris.
Le mobilier comporte vingt stalles datant de 1498 et 1501, avec des miséricordes et des appui-mains sculptées représentent des monstres ou des animaux jouant de la musique, ainsi que des scènes illustrant des expressions populaires ("avoir le cul entre deux chaises", "voir le diable dans le poirier", "sonner à tire-larigot", etc.) et un bas-relief en marbre blanc de saint Martin datant de 1344. À l'origine appelée « abbaye de Saint-Martin-de-Ruricourt », elle fut construite au XIIIe siècle pour les chanoines de Saint-Augustin, et prend le nom de Saint-Martin-aux-Bois vers la fin de ce siècle. L'ancienne entrée de l'abbaye avec mâchicoulis existe encore avec sa porte charretière et sa porte piétonne, ainsi que des bâtiments abbatiaux, transformés à usage agricole.
Le  Galata, datant des XIIIe et XVe siècles, est un long bâtiment à étage possédant de nombreux contreforts. Il devait autrefois servir de réfectoire, de caves et probablement de maison d'hôte. À partir de 1492 à jusqu'en 1931, il sera la demeure de l'abbé commendataire de l'abbaye. C'est une propriété privée
Le pigeonnier carré, transformé en une chambre d'hôte et renommé le « colombier ».
L'abbaye de Saint-Martin-aux-Bois est fermée au public. La rénovation  du bâtiment et notamment des verrières est engagée en 2020, mais le budget de cette réhabilitation a été difficile a réunir par cette toute petite commune, propriétaire de l'édifice, qui a bénéficié de subventions de l'état et du département, ainsi que de mécénat d'entreprises,,

L'abbaye Saint-Martin
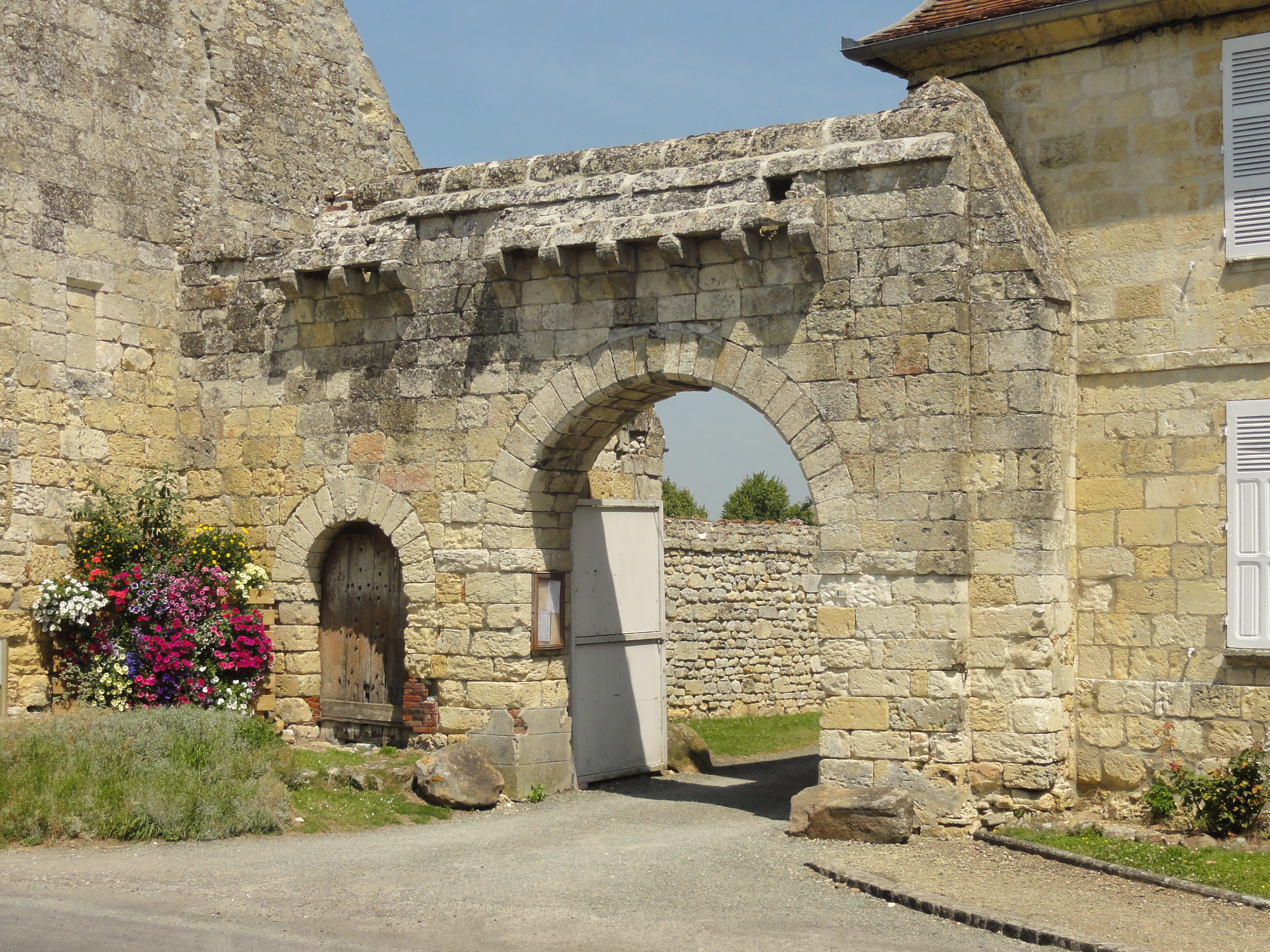
Porte fortifiée.
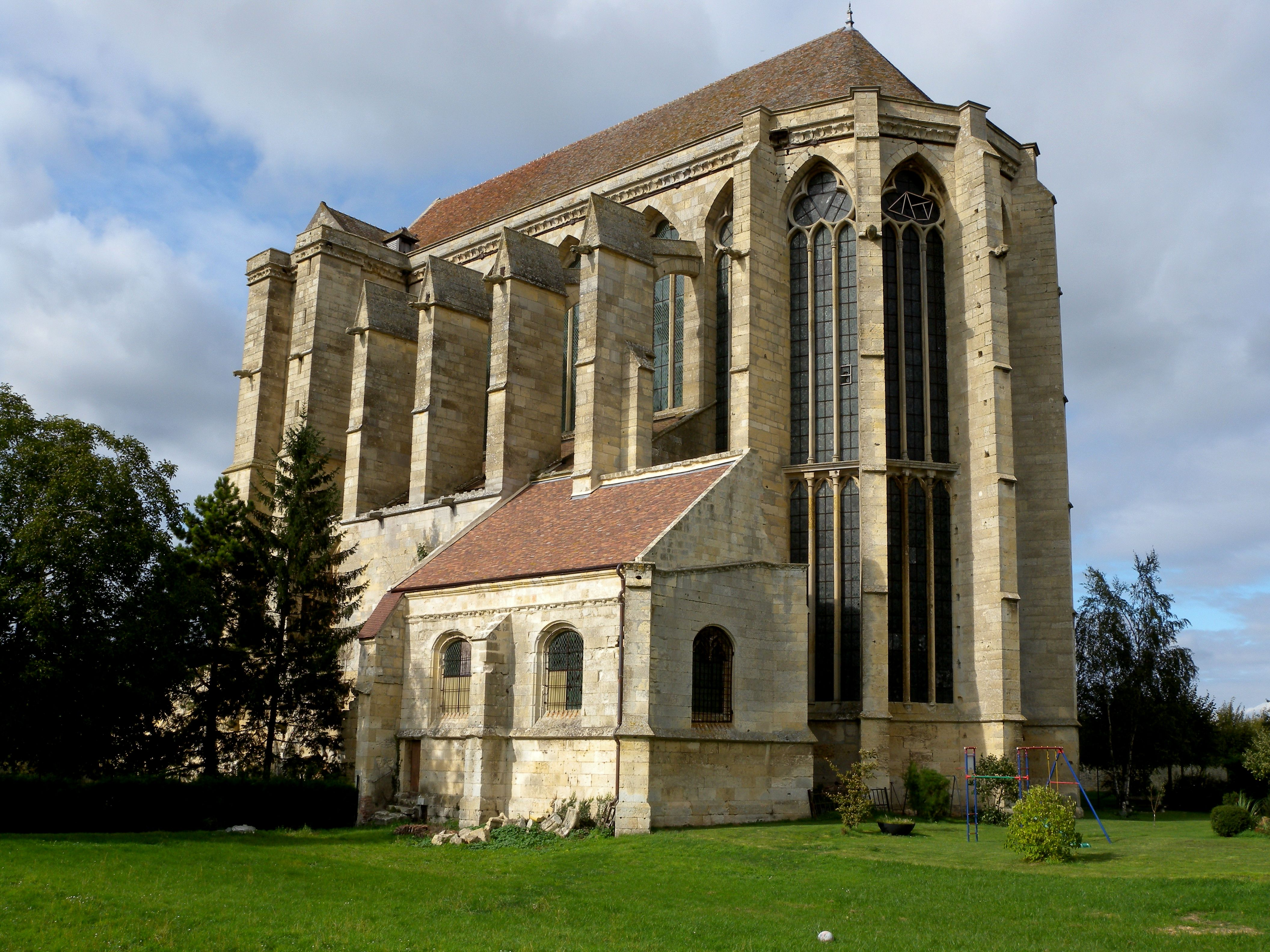
Église abbatiale Saint-Martin.
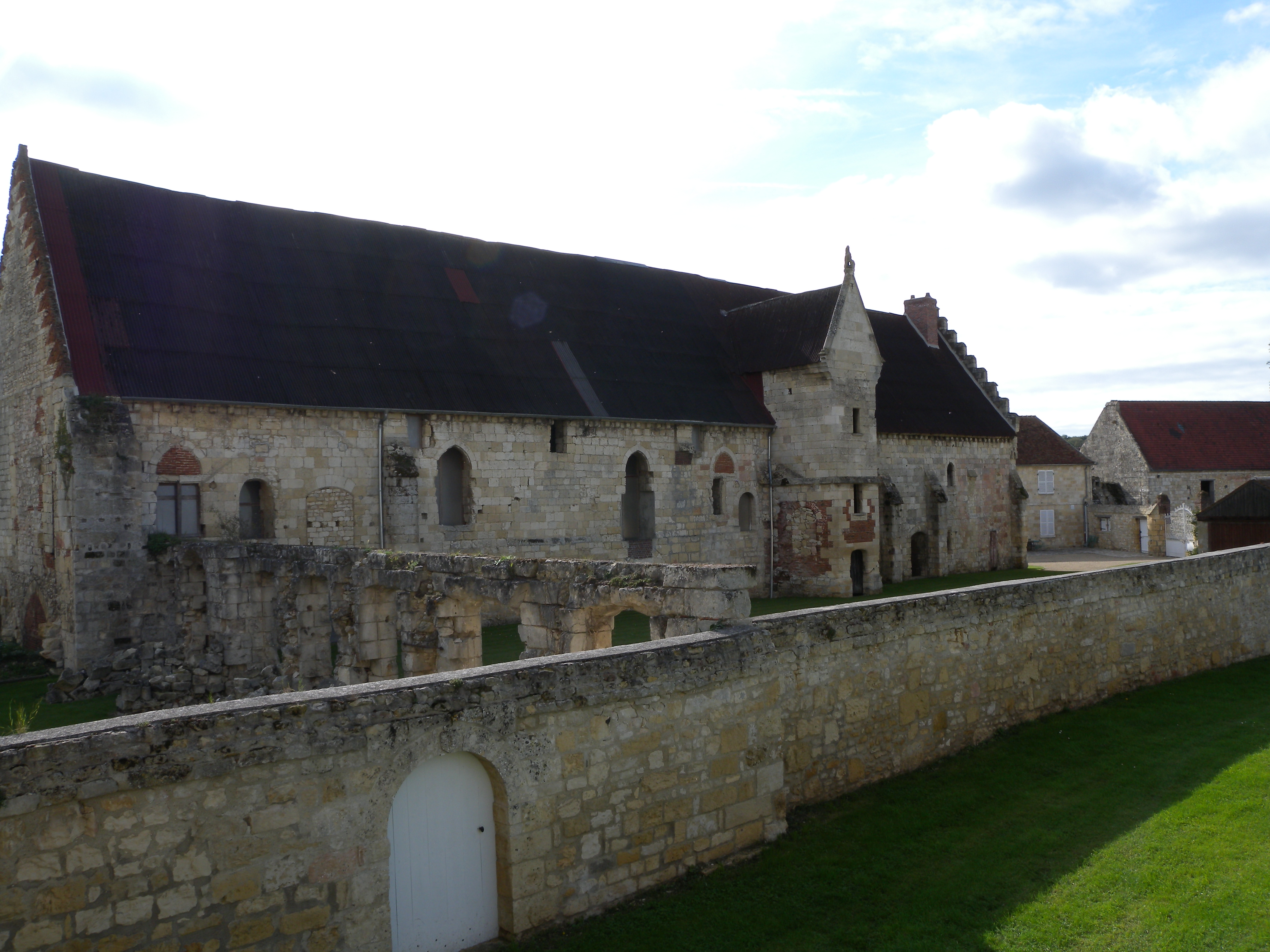
Logis de la Galata.
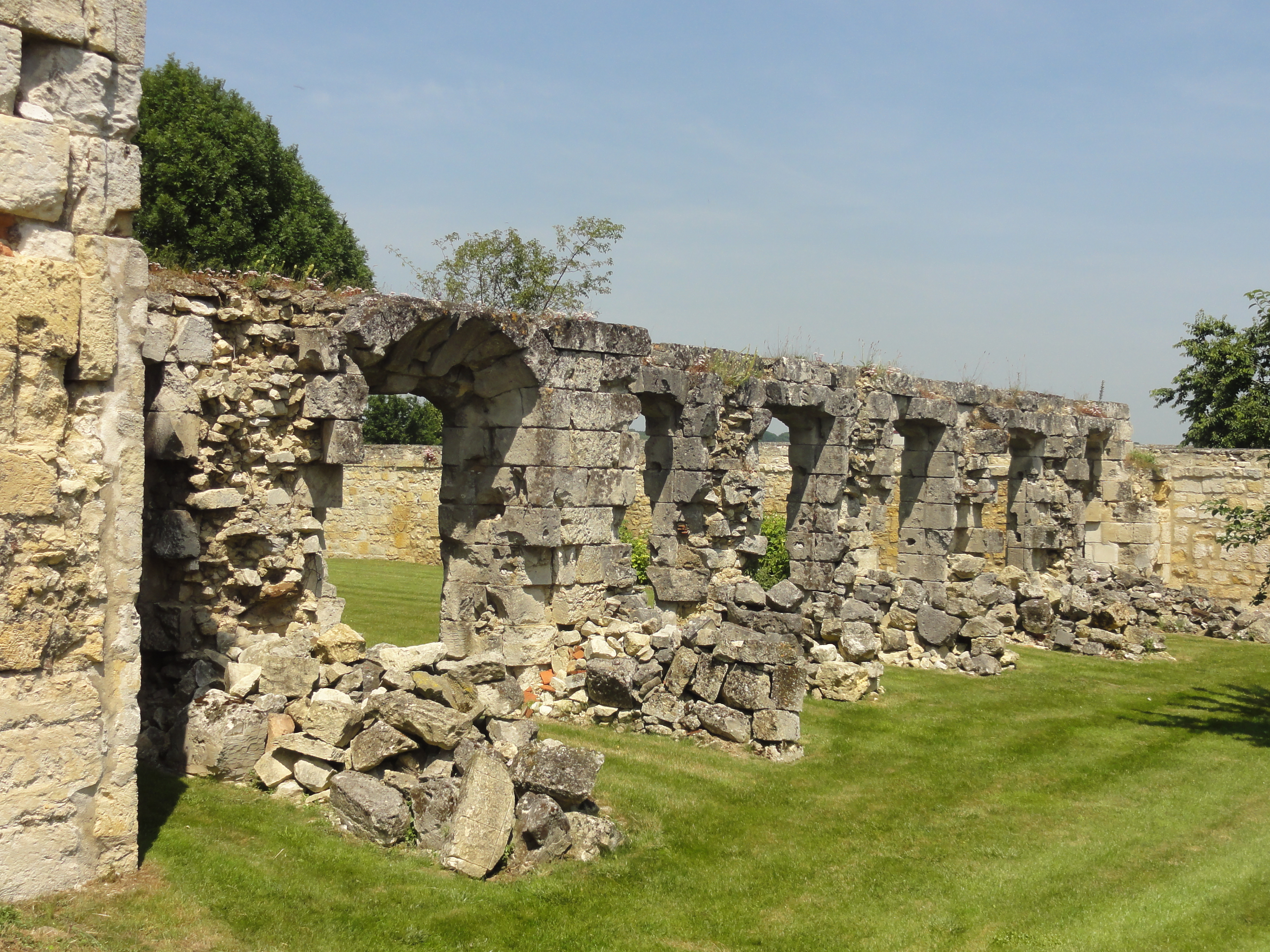
Vestiges du cloître.
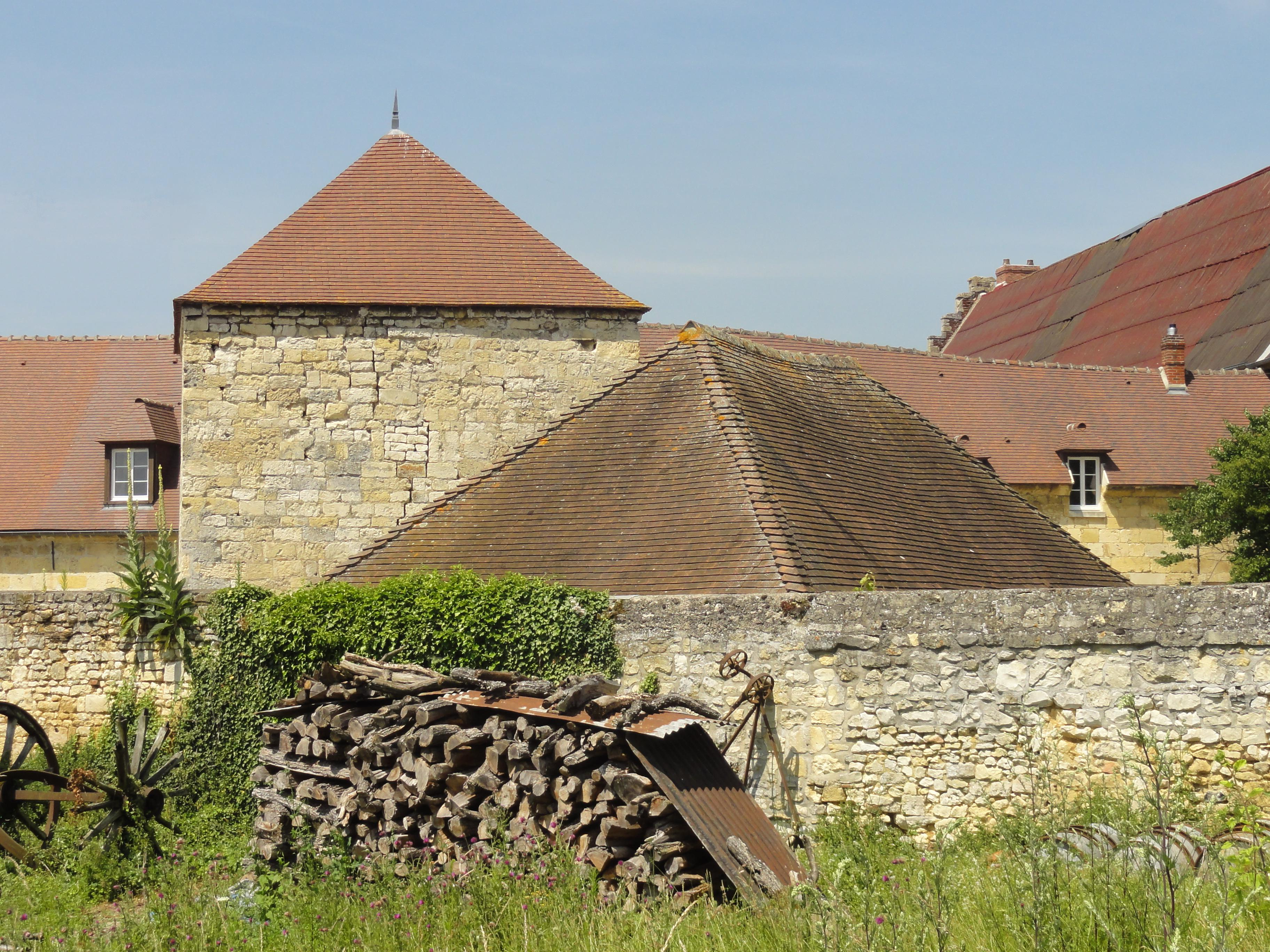
Colombier.
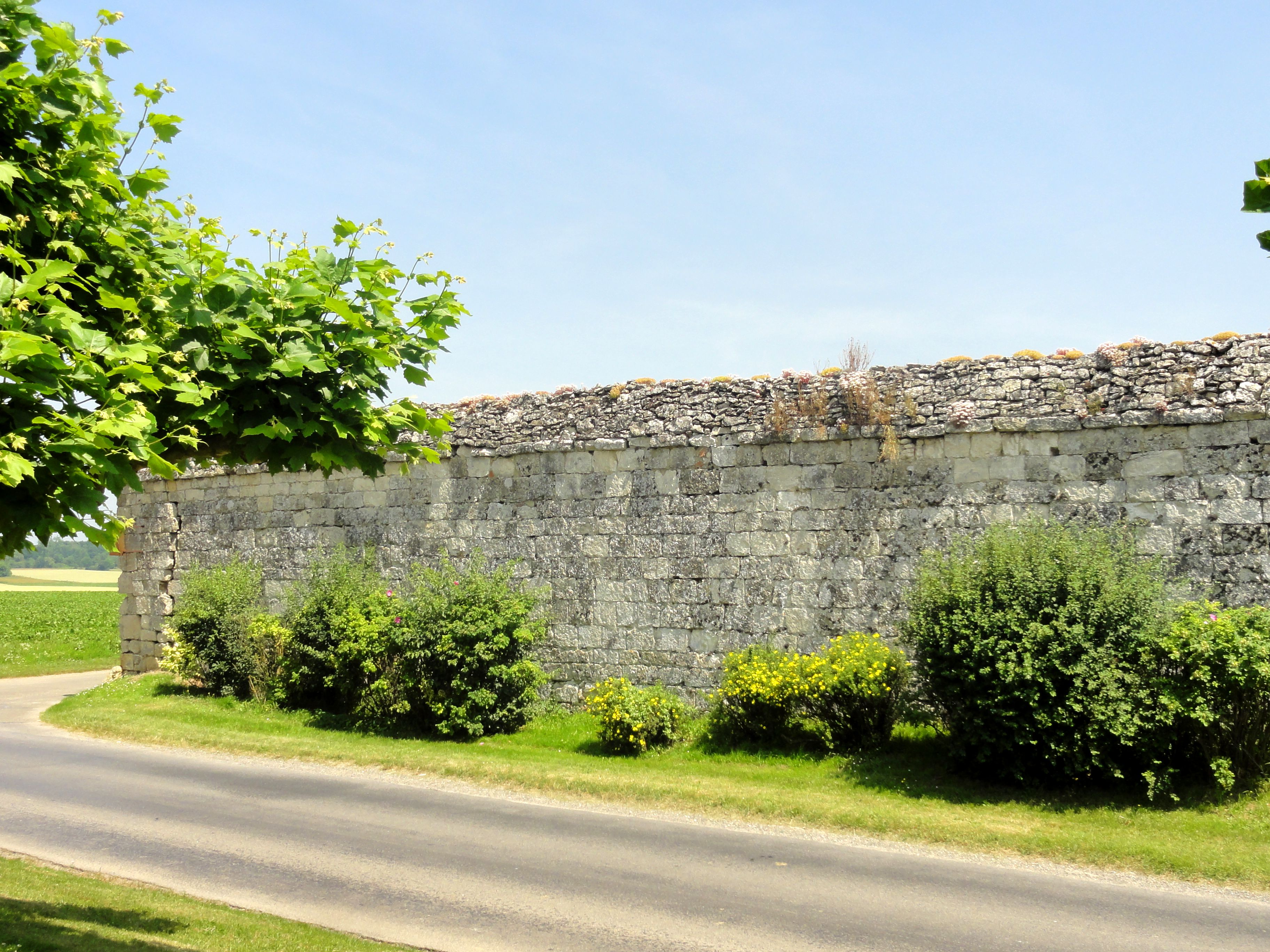
Mur d'enceinte.

On peut également noter :
- Le "Jardin de Loisirs de l'Abbaye" : réalisé en 2002 par l'architecte-paysagiste Sophie Alexinsky (agence « SA-paysage »). La commune souhaitait réaliser un programme sportif sur la prairie de deux hectares attenante à l'édifice. Le jardin de loisirs intègre des aires de jeux dans une composition contemporaine sur le thème du jardin de cloître.
- Le tour de ville
- La  mare, appréciée des pêcheurs

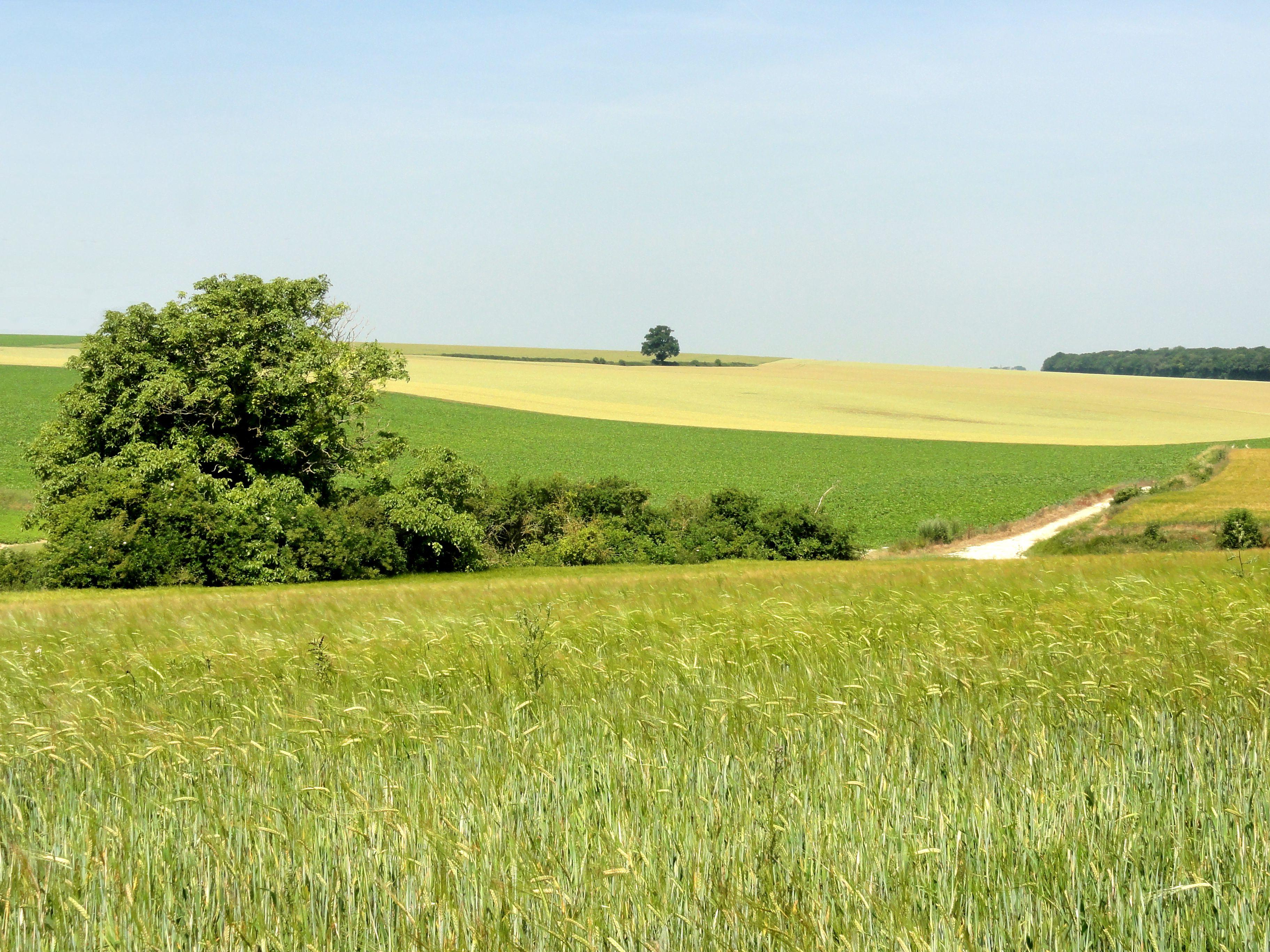
Paysage de la commune.
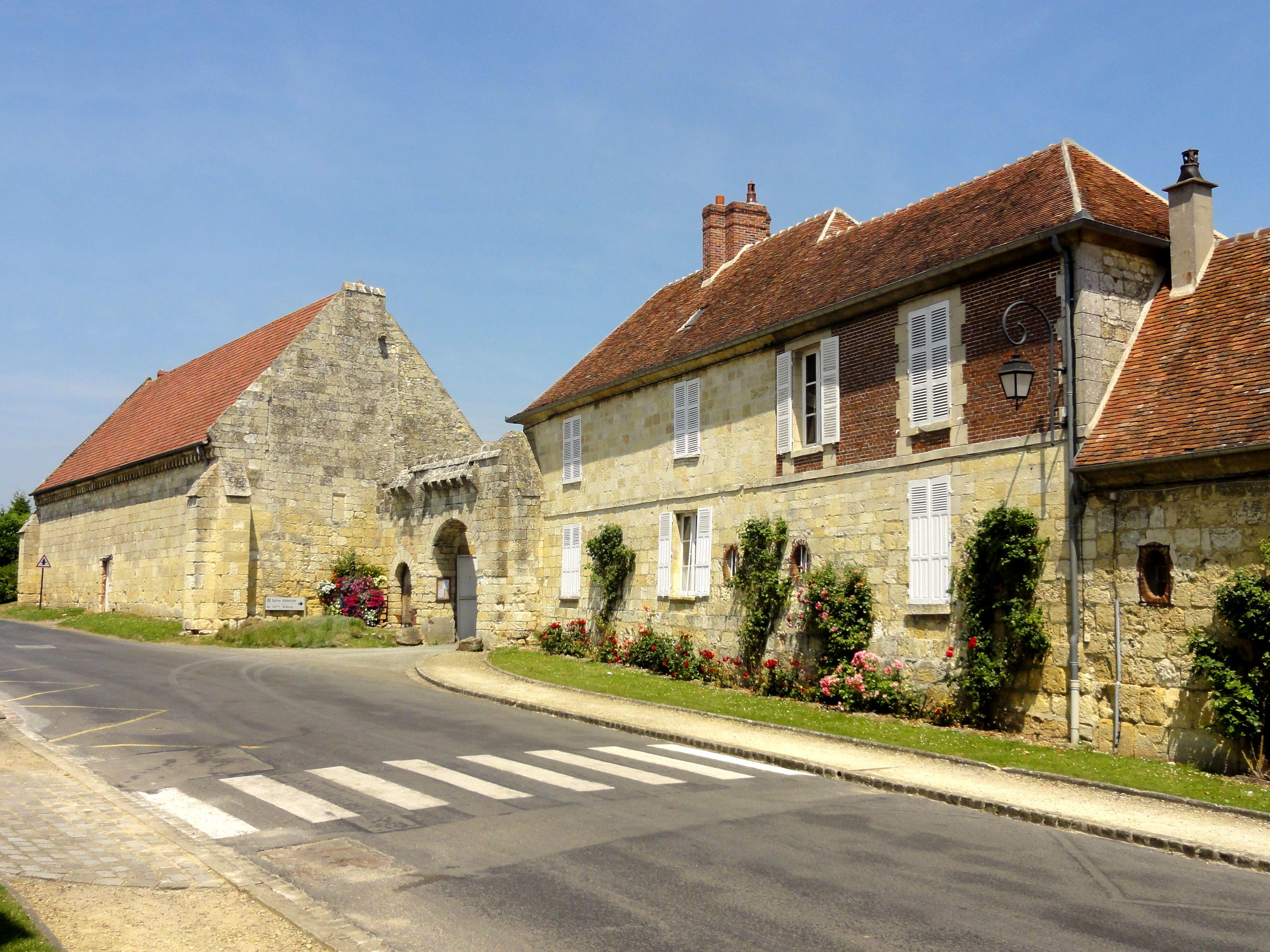
L'entrée de l'abbaye.
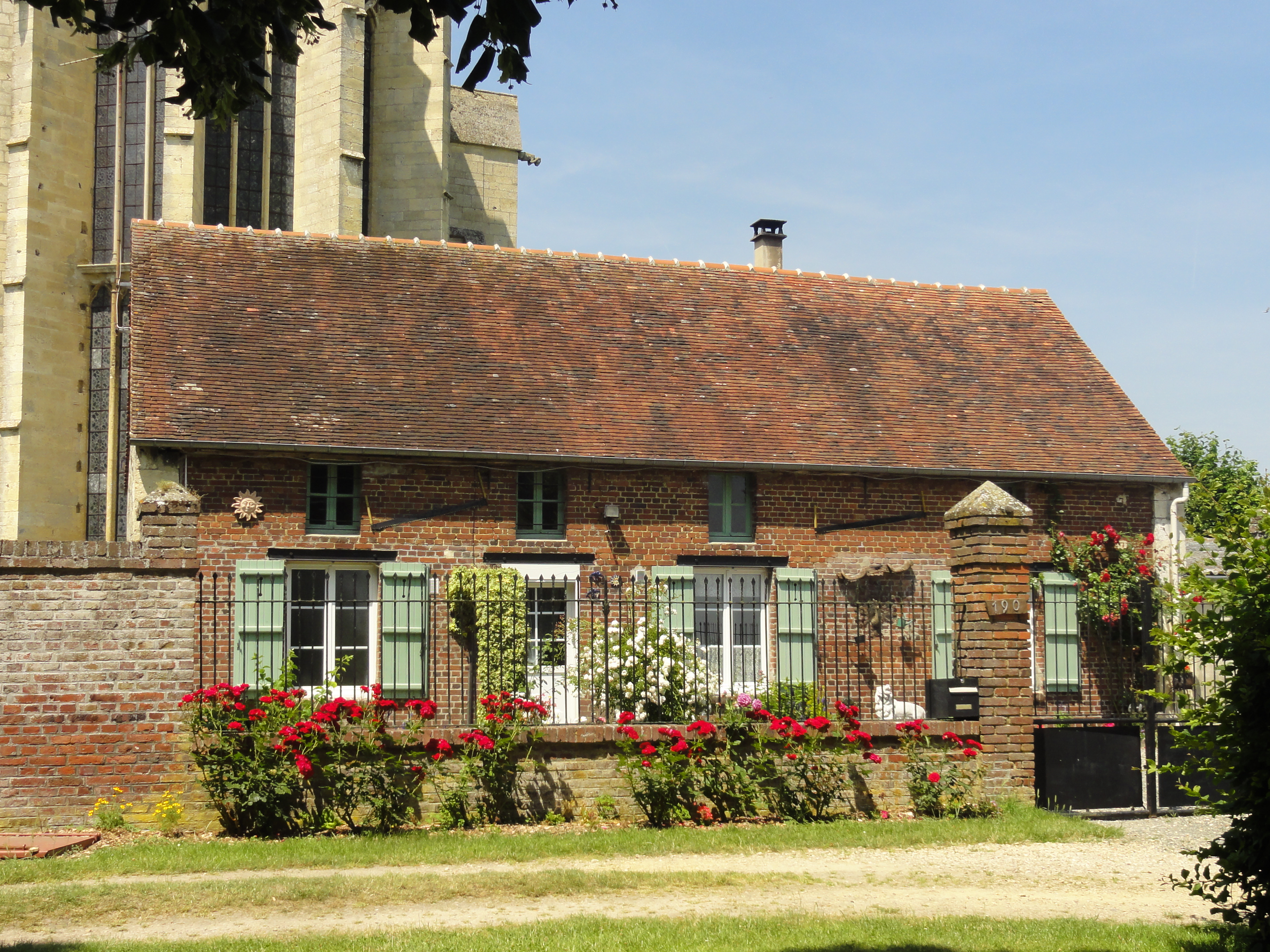
Maison devant le chevet de l'église abbatiale.
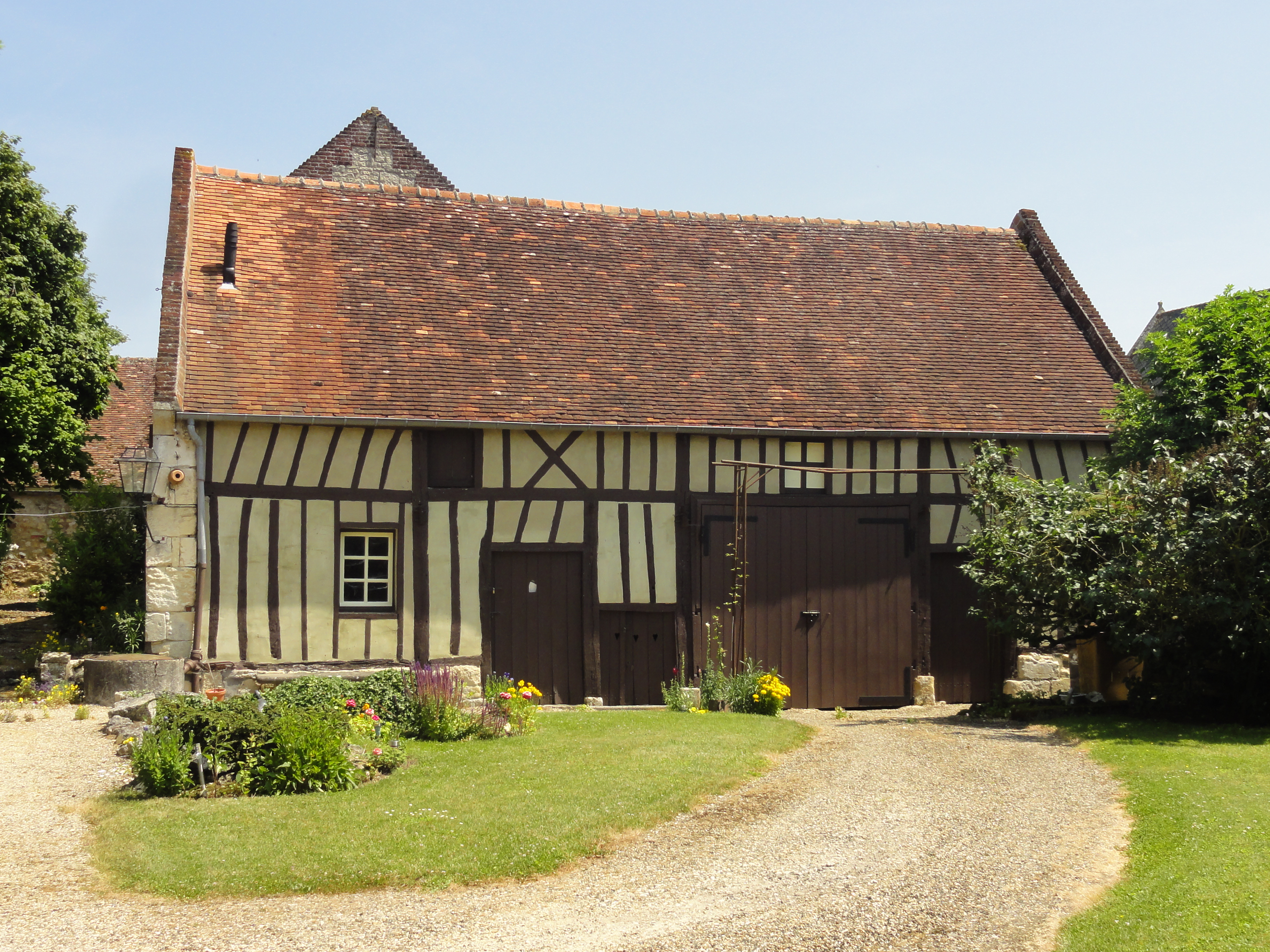
Maison, rue de l'abbaye
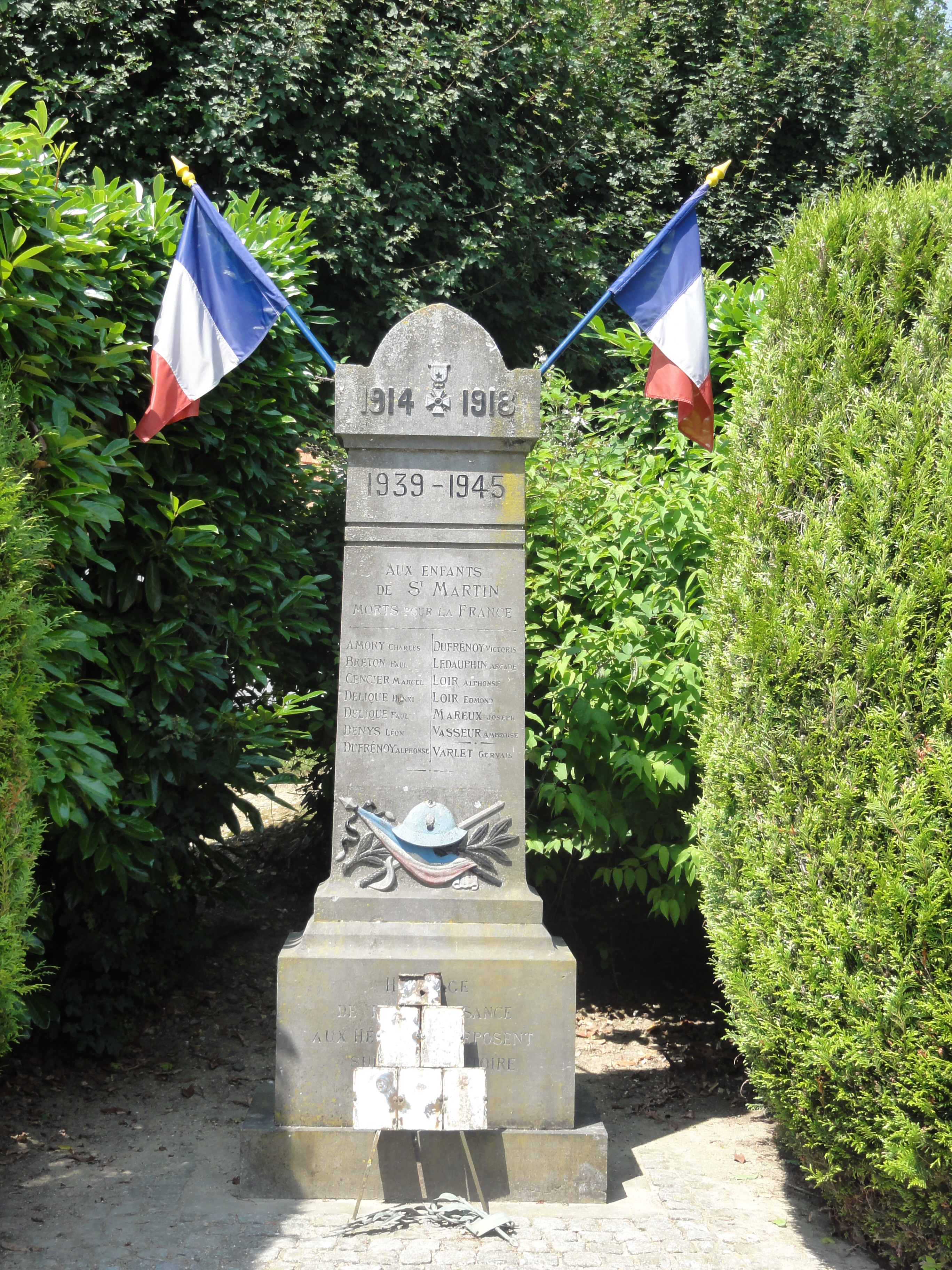
Le monument aux morts.

### Personnalités liées à la commune
- L'abbé Jean de Rouvilliers, qui offre, en 1260, le vitrail du chœur[18].
- L'abbé Gallon de Montigny, mort en 1271, enterré devant le maître-autel dans le chœur[18].
- Guy de Baudreuil (1492-1531), premier abbé commendataire, nommé en 1492[18].
- Jean-François Lemaire (né à Saint-Martin en 1775, mort en 1844), chef d'escadron, lieutenant aux grenadiers à cheval de la Garde impériale, participa à toutes les campagnes de 1793 à 1814, chevalier de la Légion d'honneur[55].